# Aleksander Ziemkowski
Aleksander Jan Ziemkowski (ur. 27 października 1914 we Wschowie, zm. 5 lipca 2000 w Poznaniu) – doktor inżynier architekt, żołnierz Wojska Polskiego i porucznik Armii Krajowej, w latach 1945–1947 działacz antykomunistycznego podziemia niepodległościowego (grupa „NIE”).

## Życiorys
Aleksander Ziemkowski zdał maturę w Państwowej Szkole Budownictwa w Lesznie w 1932 roku. Ukończył Szkołę Podchorążych w Szczypiornie oraz został awansowany przez prezydenta RP Ignacego Mościckiego na stopień podporucznika.  W trakcie kampanii wrześniowej walczył w stopniu podporucznika w składzie 57 pułku piechoty w obronie Modlina uciekł z niewoli niemieckiej. W czasie okupacji żołnierz Armii Krajowej. Był zastępcą komendanta rejonu w obwodzie Tomaszów Mazowiecki.
W 1969 ukończył studia na Wydziale Architektury Politechniki Wrocławskiej. Tytuł doktora nauk technicznych uzyskał w 1975.
W latach 1951–1977 pracował w Ośrodku Badawczym Poznańskiego Biura Projektów Budownictwa Przemysłowego w Poznaniu. Był członkiem SARP, Oddział w Poznaniu. Jako architekt zajmował się budową kościołów w Drobinie i Dubinie. Zaprojektował m.in. budynek byłego Dowództwa Wojsk Lotniczych, ul. Kościuszki w Poznaniu i dom wypoczynkowy „Celuloza” w Jastrzębiej Górze.
W 1980 r. członek 12-osobowego Społecznego Komitetu Budowy Pomnika Poznańskiego Czerwca 1956 (sekretarz Komitetu).
W latach 1982–1988 pracował w Radzie Społecznej Metropolity Poznańskiego.

## Odznaczenia i wyróżnienia
- Krzyż Walecznych w 1939 za Modlin
- czterokrotnie Medalem Wojska przez Rząd RP na Uchodźstwie w Londynie
- Srebrnym Krzyżem Zasługi za projektowanie
- Nagroda Zarządu Regionu Wielkopolska NSZZ ,,Solidarność” za dorobek dokumentacyjny (1996)[3]
- W 1991 był członkiem zespołu, który otrzymał Nagrodę Naukową Miasta Poznania za pracę Poznański Czerwiec 1956 (jako współpracownik Jarosława Maciejewskiego i Zofią Trojanowiczowej, pozostałymi współpracownikami byli Jan Sandorski, Aleksander Berger, Łucja Łukaszewicz, Władysław Markiewicz i Piotr Czartołomny)[4].

## Publikacje
- pod pseudonimem Aleksander Józefowicz Zbrodnia katyńska w dokumentach (Londyn 1978).
- Państwowa Szkoła Budownictwa w Lesznie 1922-1939 (Leszno 1986).
- Poznański Czerwiec 1956. Relacje uczestników. Opracowanie redakcyjne Eugenia R. Dabertowa, Poznań 2006 (wyd. II, Poznań 2008).